# Леуново
Леуново (мкд. Леуново) је насељено место у Северној Македонији, у северозападном делу државе. Леуново припада општини Маврово и Ростуша.
Данас је Леуново важно туристичко насеље у оквиру веће високопланинске туристичке области Маврова.

## Географски положај
Насеље Леуново је смештено у северозападном делу Северне Македоније. Од најближег већег града, Гостивара, насеље је удаљено 25 km југозападно.
Леуново се налази у оквиру високопланинске области Маврово. Насеље је положено високо, на североисточним висовима планине Бистре. Западно се протезала Мавровска висораван, које 1947. године, подизањем бране, претворено у Мавровско језеро. Надморска висина насеља је приближно 1.260 метара.
Клима у насељу је оштра планинска.
Леуново се данас налази у највећем националном парку у Северној Македонији, Националном парку „Маврово“.

## Историја
Из Леунова потиче Петар Новаковић "Чардаклија" аустријски капетан, па добровољац у српској народној војсци, један од истакнутих личности у Првом српском устанку. Уз њега се јавља као аустријски фрајкор капетан и земљак, из истог села Влајко Стојановић.
Почетком 20. века већина мештана Леунова су били верници Српске православне цркве. Било је 1898. године ту 50 српских домова. То су "чисти Срби" (1906) који одавно ту живе и не знају своје старо порекло. Број кућа у Леснову је 1906. године износио 156.
По другом извору, 1899. године у месту (које припада Гостиварској нахији) је становништво подељено: 50 српских кућа и исто толико "бугарашких". Године 1888. ту је бугарска школа. Српска народна школа је отворена 1892. године. По извештају из 1897. године у Леунову је дворазредна народна школа - заједничка (јер се оба народа лепо слажу), а укупно исту похађа 25 ученика. Леуновска школа је 1911. године српска. Поп Ставра Спирић је фебруар-јула 1914. године вршио учитељску дужност у Леунову. Његов колега, учитељ у леуновској школи до Првог светског рата био је Сергије Лазаревић; а 1917. године водио се као "нестали". Августа 1914. године за катедру је сео дипломирани учитељ Димитрије Цветковић.

Мештани Леунова (Гавра и Јоксим Караџић, Исајло Јаковљевић, Киприан Пановић, Иван и Марко Маноиловић, Марко Петковић, Ђерасим Дамњановић и Ћира Петковић) су 14. јула 1889. године у писму Друштву Свети Сава написали:
Обраћамо се с молбом друштву Св. Саве као браниоцу и помагачу у одржању православне вере.

У селу Леунову, Округу Тетовском у Старој Србији, имамо цркву коју смо једва подигли и свештеника г. Лазара Поповића, кога једва одржавамо због наше сиротне имовине, зато се и обраћамо Друштву Св. Саве најучтивије молећи да нас помогне да можемо одржати нашу цркву, а то само у томе да нашој цркви поклони један пар одела за Службу божију, нешто од књига црквених као и других потребних ствари, које Друштво за нужно нађе, јер због наше велике сиротиње нисмо у стању набавити.
У месту је 1897. године после много година "милошћу Султановом", поново прослављен Св. Сава - школска слава. Свечаност је започела светом литургијом у православном храму посвећеном Успенију Пресвете Богородице. Литија је прославу пренела у школско здање. Парох поп Лазар Исаиловић извео је водоосвећење у школи, а затим славски колач пререзао са ђацима.
Срби печалбари из места, браћа Дионизије и Угриша Тодоровић су из тада руског града Кишињева донели дар. Набавили су за сеоски храм јеванђеље тврдо укоричено са позлаћеним корицама, вредно пет турских лира.
Године 1906. удовица Савка Јанић из Београда поклонила је месном храму једну свештеничку одежду, у спомен свог покојног мужа Самуила, који је био родом из Леунова.
С пролећа 1905. године Леуново и околна села је терорисао Арнаутин, Азир из Орчума. Тражио је новац од становништва претећи им оружјем, а турске власти га нису дирале. За време Другог балканског рата средином септембра 1913. године одметници Арнаути су потпуно уништили села Леуново и Нићифорово.
Деспотовић млекар из Леунова је 1927. године отворио радњу за производњу бутера "Нарциса" и сирева. Своје производе је излагао на Пољопривредној изложби у Скопљу 1928. године.

## Становништво
По попису становништва из 2002. године Леуново је имало 6 становника.
Претежно становништво у насељу су етнички Македонци (100%).
Већинска вероисповест у насељу је православље.